# Nutreco
Nutreco — голландский производитель кормов для животных, птицы и рыбы.
Имеет более 100 заводов, более чем в 30 странах мира, с продажами в 80 странах по всему миру. Штаб-квартира компании расположена в городе Амерсфорт (Нидерланды).
В корпорацию входят такие известные компании как — Trouw Nutrition, Hendrix, Skretting, Nanta, Shur-Gain.
Численность персонала компании на 2009 год составляет около 9300 человек. Акции компании торгуются на фондовой бирже Euronext.